# Sympiesis laetus
Sympiesis laetus är en stekelart som beskrevs av Masi 1917. Sympiesis laetus ingår i släktet Sympiesis och familjen finglanssteklar.
Artens utbredningsområde är Seychellerna. Inga underarter finns listade i Catalogue of Life.